# Colliguaja integerrima
Colliguaja integerrima är en törelväxtart som beskrevs av John Gillies och William Jackson Hooker. Colliguaja integerrima ingår i släktet Colliguaja och familjen törelväxter. Inga underarter finns listade i Catalogue of Life.

## Bildgalleri

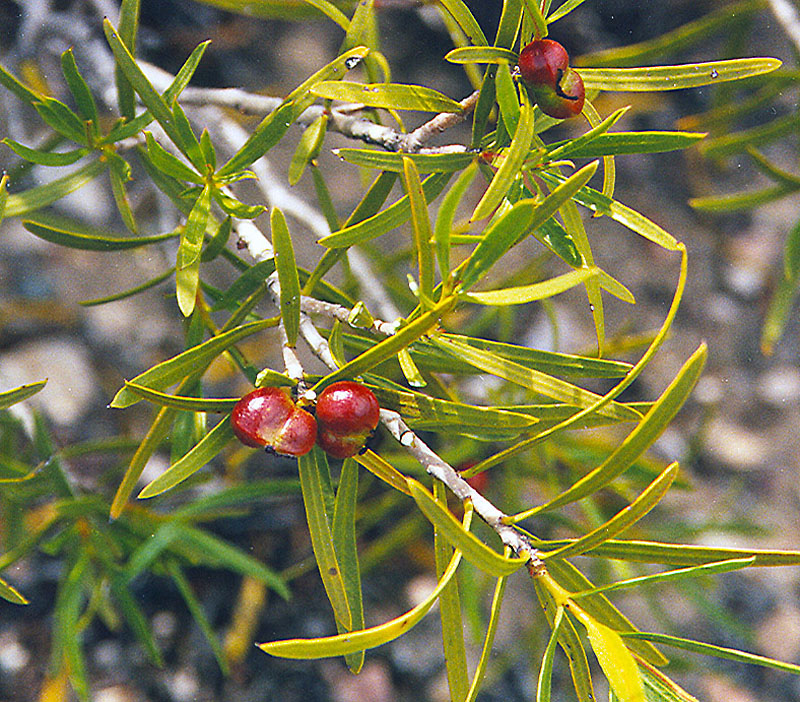
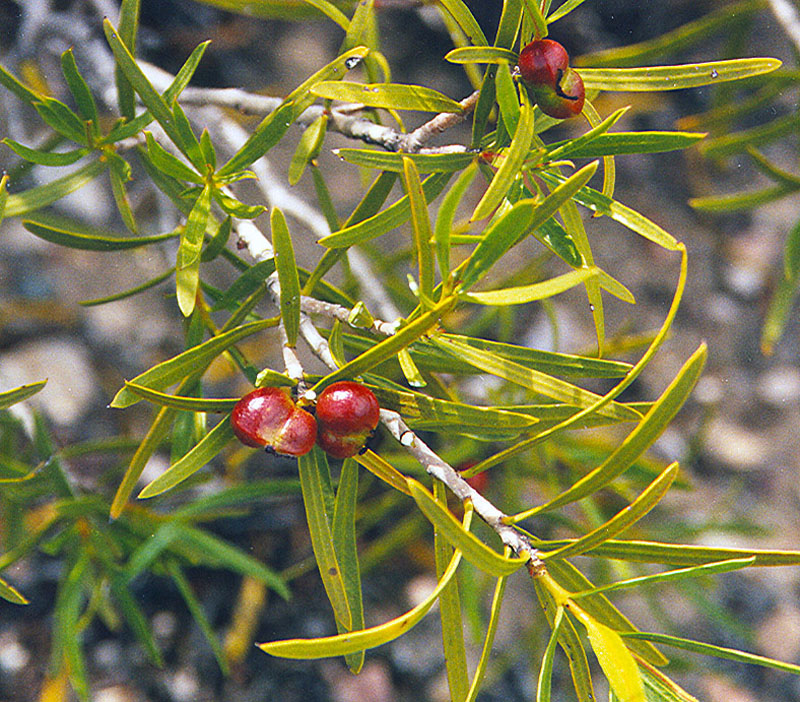